# Harmonia vocálica
Harmonia vocálica é uma característica gramatical e fonológica de algumas línguas como as línguas fino-úgricas, as línguas turcomanas e o coreano que faz com que vogais em uma palavra concordem com outras vogais. Pode-se, então, ser classificada como uma restrição na aparição de vogais em uma mesma palavra. Geralmente essa restrição define que vogais em uma palavra devem compartilhar qualidades ou características. No húngaro, por exemplo, uma raiz que contenha uma vogal posterior, como "á", exigirá sufixos que possuam vogais posteriores; por exemplo, a raiz "hát" (detrás) forma as palavras "hátunk" (nossas costas) e "háton" (sobre nossas costas). Igualmente uma raiz que contenha uma vogal anterior exigirá sufixos que possuam vogais anteriores: a raiz hét (semana) forma as palavras hétünk (nossa semana) e héten (semanal). Alguns estudos propõem que alguns dialetos do português brasileiro apresentem certo grau de harmonia vocálica.
A harmonia vocálica geralmente é presente em línguas com um rico arsenal fonológico, onde afixos e sufixos têm suas vogais baseadas nos sons ao redor, e vogais de uma raiz geralmente pertencem ao mesmo grupo harmônico de vogais.